# Piazza XXIV Maggio (Milano)
Piazza XXIV Maggio è una piazza di Milano al centro della quale si trova la Porta Ticinese.

## Origine del nome
(Da La canzone del Piave di E. A. Mario)
Anticamente era denominata piazza del mercato ticinese. Il nome recente di Piazza XXIV Maggio ricorda il giorno dell'entrata in guerra dell'Italia nel primo conflitto mondiale, nel 1915. La quercia piantata dopo il conflitto vuole onorare la memoria di un giovane caduto durante la guerra e dei compagni caduti con lui.

## Storia

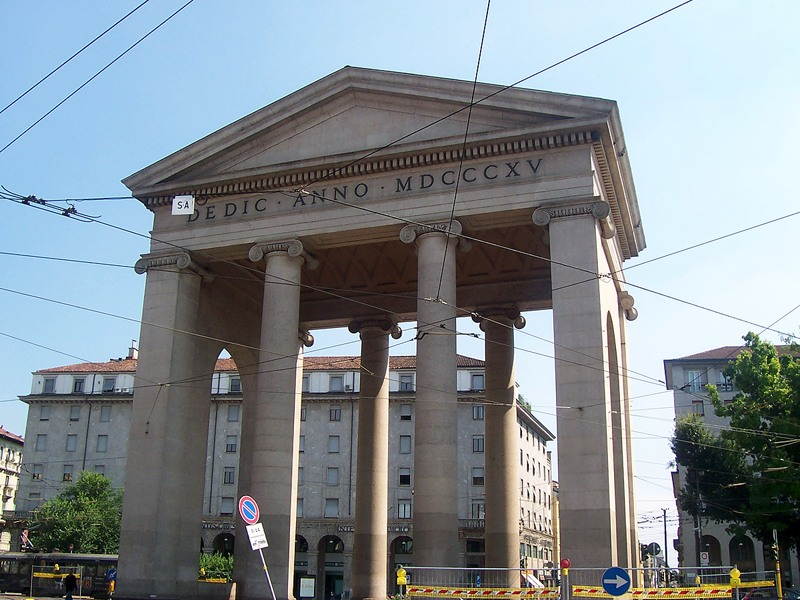
Porta Ticinese

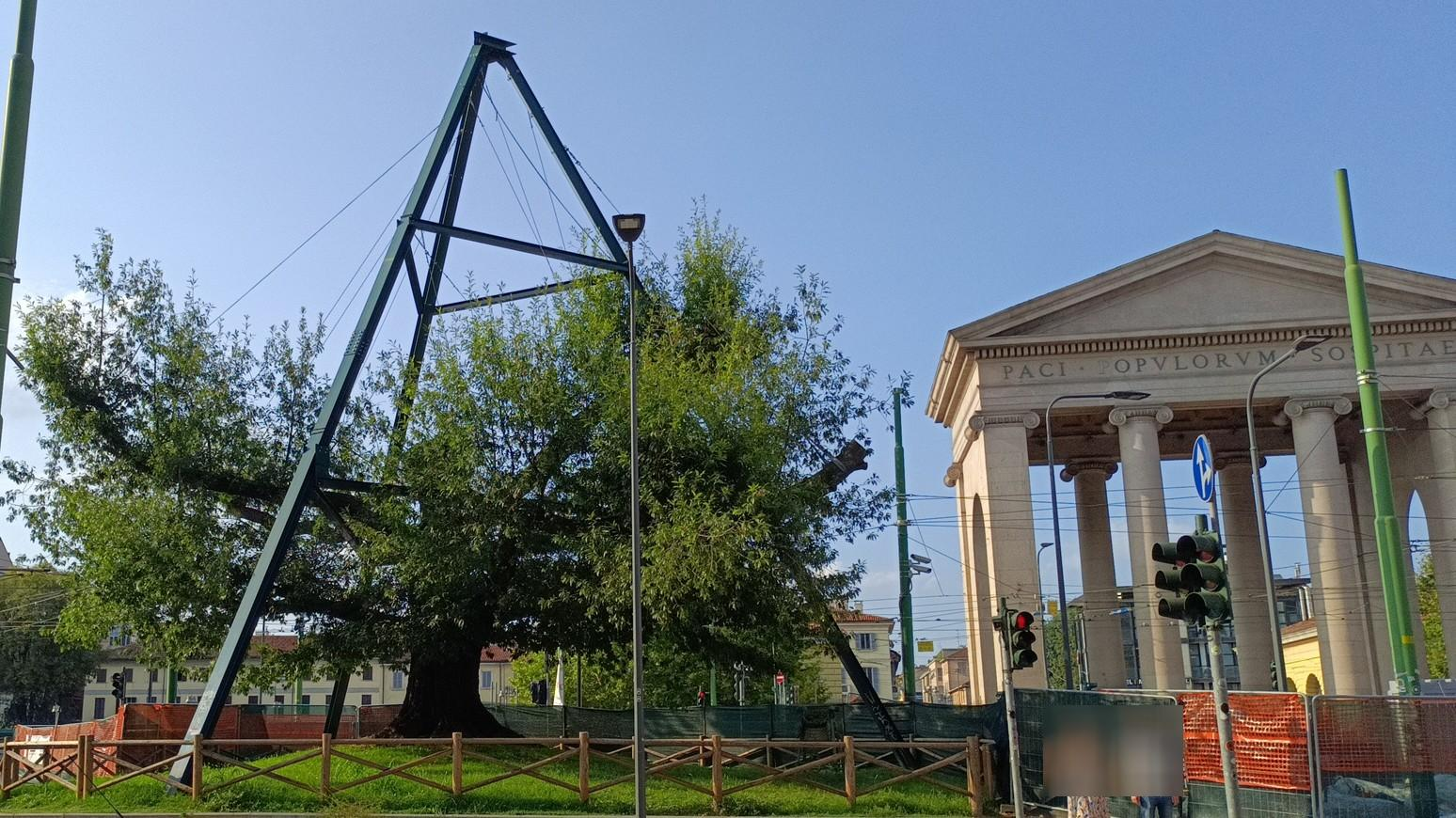
Quercia rossa di piazza XXIV maggio a Milano nell'estate 2023

L'area ha ospitato storicamente la sede della dogana sulla darsena e dal 1601 è stato un sito utilizzato per il mercato delle bestie da macello e dei cavalli trovandosi sulla strada di chi arriva da sud oppure vi giungeva dai navigli. Alla fine del XVIII secolo la piazza è stata riorganizzata delimitando in modo più netto il territorio urbano rispetto alle aree rurali attorno. Dal 2004 sono iniziati opere di riqualificazione e molte parti della piazza sono divenute aree pedonali o zone verdi.

## Luoghi di interesse
- Porta Ticinese.[3]
- Quercia rossa.[2][4]
- Palazzo monumentale in piazza XXIV maggio 12.[5]